# Barbara Han A-gi
Św. Barbara Han A-gi (kor. 한 바르바라) (ur. 1792 w Kwang-chon, Korea, zm. 24 maja 1839 w Seulu) – męczennica, święta Kościoła katolickiego.

## Życiorys
Jej matka była katoliczką, więc Barbara Han A-gi znała wiarę od dzieciństwa. Jednak po ślubie z człowiekiem niewierzącym zaniechała praktykowania. Było to powodem zmartwień dla jej matki. Pewnego dnia, gdy przyszła odwiedzić swoją zamężną córkę, jej matka spotkała przed domem Magdalenę Kim Ŏb-i. Razem postanowiły porozmawiać z Barbarą Han A-gi. Udało im się ją przekonać do nawrócenia. W wieku 30 lat straciła męża i troje dzieci, ale to nie osłabiło jej wiary. Wróciła do domu rodziców, nauczała i chrzciła te dzieci sąsiadów, których życie było zagrożone. Podczas prześladowań katolików Magdalena Kim Ŏb-i i Barbara Han A-g zostały razem aresztowane we wrześniu 1836 r. Pomimo tortur Barbara Han A-gi nie wyrzekła się wiary. Została ścięta w Seulu w miejscu straceń za Małą Zachodnią Bramą w grupie 6 kobiet i 3 mężczyzn katolików 24 maja 1839 r. (razem z Magdaleną Kim Ŏb-i, Anną Pak A-gi, Agatą Yi So-sa, Agatą Kim A-gi, Augustynem Yi Kwang-hŏn, Łucją Pak Hŭi-sun, Damianem Nam Myŏng-hyŏg i Piotrem Kwŏn Tŭg-in).

## Dzień obchodów
20 września (w grupie 103 męczenników koreańskich)

## Proces beatyfikacyjny i kanonizacyjny
Beatyfikowana 5 lipca 1925 r. przez Piusa XI, kanonizowana 6 maja 1984 r. przez Jana Pawła II w grupie 103 męczenników koreańskich.